# Stora Tuna Ovanbrodels landsfiskalsdistrikt
Stora Tuna Ovanbrodels landsfiskalsdistrikt var 1918–1929 ett landsfiskalsdistrikt i Kopparbergs län, bildat när Sveriges indelning i landsfiskalsdistrikt trädde i kraft den 1 januari 1918, enligt beslut den 7 september 1917. Landsfiskalsdistriktet upphörde den 1 april 1929 (enligt beslut den 1 februari 1929) och dess verksamhet delades upp på de två nya landsfiskalsdistrikten Domnarvet och Stora Tuna.
Landsfiskalsdistriktet låg under länsstyrelsen i Kopparbergs län, och landsfiskalen var 1921 baserad i Borlänge.

## Ingående områden
Distriktet bestod under hela dess existens av samma område:
- Borlänge köping
- Del av: Stora Tuna landskommun - Ovanbrodelen.[3]

## Landsfiskaler
- 1918–tidigast 1921: Gustaf Herbert Moberg, född 1889.[5]